# Епанчина
Епанчина (тат. Кучайлан) — деревня в Тобольском районе Тюменской области России, входит в состав Загваздинского сельского поселения.
Расположена на берегу реки Иртыш в 30 км от Тобольска. Имеется местная автодорога вдоль правобережья Иртыша (от Тобольска до села Курья).

## История
- Первое название с татарского Кучайалан (куча — хозяин, ялан — поляна), так как деревня стояла на землях знатного хана.
- В XIV веке деревней управлял мурза Епанча. Отсюда и современное название.
- Предположительно в 1585 году на берегу реки недалеко от деревни, было найдено тело атамана казачьих войск Ермака[2].
- В 1931 году образован колхоз «Ударник».

## Улицы
- Улица Б. Муслимова
- Улица Б. Чунаева
- Улица Выселки
- Заречная улица
- Школьный переулок

## Организации
- Имеется фельдшерско-акушерский пункт, год постройки 1975.
- Филиал МАОУ «Прииртышская СОШ» — «Епанчинская ООШ»
- Мечеть[3]

## Население
| 2010 |
| ---- |
| 217  |

## Знаменитые люди
- Якуб Занкиев — писатель, основоположник прозы сибирских татар, участник Великой Отечественной войны 1941—1945 годов, Заслуженный учитель школы РСФСР, лауреат Государственной премии Республики Татарстан имени Габдуллы Тукая[4].